# Naval Service
Il Naval Service o His Majesty's Naval Service è la branca marittima delle Forze armate britanniche. È composto dalla Royal Navy, dai Royal Marines e dal Royal Fleet Auxiliary ed è sottoposto al controllo del Navy Board, presieduto dal primo lord del mare. La carica è attualmente ricoperta dall'Ammiraglio Sir Mark Stanhope, membro anche del Consiglio di difesa del Regno Unito. La ordinaria amministrazione è delegata all'Amiralty Board, presieduto dal Segretario di Stato per la Difesa.
La componente preponderante del Naval Service è la Royal Navy, che opera principalmente da tre basi navali situate nel Regno Unito dove si trovano normalmente le navi da guerra attualmente in servizio attivo; queste sono Portsmouth, Clyde e Devonport, l'ultima delle quali è attualmente la più grande base navale dell'Europa occidentale.
La Royal Navy impiega attualmente più dell'80% del personale del Naval Service, con 37.720 tra marinai e marines in servizio nel luglio 2012. Inoltre erano in servizio 26.520 uomini e donne nelle riserve regolari della Royal Navy. Il Royal Fleet Auxiliary impiegava circa 2.700 persone nel 2010.
Nel 2012 il Naval Service manteneva in servizio un totale di 258 imbarcazioni, incluse quelle utilizzate dai Marines. Il tonnellaggio totale raggiungeva le 775.000 tonnellate circa.
Il termine Naval Service è ufficiale anche se non di uso corrente: molti, sia nel Regno Unito che altrove, solitamente utilizzano al suo posto Royal Navy (per esempio definendo il Royal Marines come parte della Royal Navy). Esso dovrebbe essere tenuto distinto da "Naval Services", che comprende il Naval Service insieme alla Marina mercantile.

## Configurazione attuale
Secondo le Queen's Regulations for the Royal Navy, il Naval Service è composto da:
- Royal Navy (Royal Naval Reserve) - incluso il Queen Alexandra's Royal Naval Nursing Service
- Royal Marines (Royal Marines Reserve)
- la Royal Fleet Auxiliary
- Naval Careers Service

Il Naval Service è anche supportato da Marine Services (operato da Serco Denholm) che gestisce una flotta di unità ausiliarie tra cui navi di ricerca e rimorchiatori oceanici in supporto alle operazioni della Royal Navy.

## Configurazione precedente
Le seguenti organizzazioni hanno in passato fatto parte del Naval Service:
- Il Women's Royal Naval Service (unito alla Royal Navy nel 1993)
- Il Royal Naval Minewatching Service (trasformato nel Royal Naval Auxiliary Service nel 1962 e disciolto nel 1994)
- Il Queen Alexandra's Royal Naval Nursing Service (unito alla Royal Navy nel 2000)

Forze della Naval Reserve:
- Royal Naval Volunteer Reserve (unita alla Royal Naval Reserve nel 1958)
  - The Royal Naval Volunteer (Supplementary) Reserve
  - The Royal Naval Volunteer (Wireless) Reserve
  - The Royal Naval Volunteer (Postal) Reserve
- The Royal Naval Emergency Reserve (disciolta alla fine degli anni 50)
- The Royal Naval Special Reserve (disciolta nel 1960)
- The Women's Royal Naval Volunteer Reserve (rinominata Women's Royal Naval Reserve nel 1958 e unita alla Royal Naval Reserve nel 1993)
  - The Women's Royal Naval Supplementary Reserve
- The Queen Alexandra's Royal Naval Nursing Service Reserve (incorporato nella Royal Naval Reserve nel 2000)

In passato anche il Royal Maritime Auxiliary Service, la Royal Fleet Reserve e il Royal Corps of Naval Constructors erano considerati parte del Naval Service.

## Fonti
- BR1806 British Maritime Doctrine, Glossario